# Komet Whipple
Komet Whipple (uradna oznaka je 36P/Whipple) je periodični komet z obhodno dobo približno 8,5 let. Pripada Jupitrovi družini kometov.

## Odkritje
Komet je odkril 15. oktobra 1933 ameriški astronom Fred Lawrence Whipple (1906–2004).

## Značilnosti
Premer jedra kometa je 4,56 km.